# Vital Borkelmans
Vital Borkelmans (ur. 1 czerwca 1963 w Maaseik) – belgijski piłkarz występujący na pozycji lewego obrońcy lub pomocnika.

## Kariera klubowa
Vital Borkelmans zawodową karierę rozpoczynał w 1982 w Patro Eisden. Rozegrał tam 58 meczów, po czym przeniósł się do KSV Waregem. W ekipie "Essevee" od razu wywalczył sobie miejsce w podstawowej jedenastce i występował tam łącznie przez trzy sezony. W ich trakcie wystąpił w 99 ligowych pojedynkach. W 1989 Borkelmans podpisał kontrakt z Club Brugge. Tam również znalazł sobie miejsce w pierwszym składzie. Razem z "Blauw en Zwart" Vital cztery razy zdobył mistrzostwo, trzy razy puchar oraz sześć razy superpuchar kraju. Przez dziesięć sezonów gry na Stadionie Jana Breydela Borkelmans wystąpił aż w 348 spotkaniach belgijskiej ekstraklasy. W 2000 Vitol postanowił zmienić klub i ostatecznie trafił do KAA Gent. Zajmował z nim kolejno piąte oraz czwarte miejsce w końcowej tabeli Jupiler League, po czym przeniósł się do Cercle Brugge. Tam również grał przez dwa sezony. Wraz z zespołem wygrał rozgrywki Tweede Klasse i awansował do najwyższej klasy rozgrywek w kraju, gdzie Cercle zajęło piętnastą lokatę. W 2004 belgijski piłkarz odszedł do KFC Evergem-Center, gdzie zakończyć piłkarską karierę.

## Kariera reprezentacyjna
Borkelmans w reprezentacji Belgii zadebiutował w 1989. W 1994 Paul Van Himst powołał go na mistrzostwa świata. Na mundialu tym Belgowie dotarli do 1/8 finału, w której musieli uznać wyższość Niemców. Vitol wystąpił w dwóch spotkaniach – w wygranym 1:0 meczu z Marokiem w 85 minucie zastąpił Danny'ego Boffina, a w zakończonym takim samym rezultatem pojedynku przeciwko Holandii w 61 minucie został zmieniony przez Rudiego Smidtsa. Borkelmans znalazł się także w kadrze Georges'a Leekensa na mistrzostwa świata w 1998. Na francuskich boiskach "Czerwone Diabły" odpadły już w rundzie grupowej, a sam Vital zagrał w każdym ze spotkań w pełnym wymiarze czasowym. Łącznie dla drużyny narodowej Borkelmans zaliczył 22 występy.